# Czechoslovak Group
Czechoslovak Group a.s. (CSG) è un gruppo industriale e tecnologico operante a livello globale. La sede centrale è a Praga, nella Repubblica Ceca, e le società principali sono in Repubblica Ceca, Slovacchia, Italia, Stati Uniti, Regno Unito, Spagna, India e Serbia.
I principali pilastri dell'attività di CSG sono i settori della difesa e della sicurezza, dell'industria automobilistica, aerospaziale e ferroviaria. L’assortimento di prodotti è molto ampio e spazia dai veicoli fuoristrada pesanti alle attrezzature speciali per soldati e soccorritori, dalle attrezzature militari alle munizioni, dai radar ai sistemi di controllo del traffico aereo, dai freni ferroviari agli orologi da polso di lusso.
CSG ha più di 100 filiali e impiega più di 10.000 persone.
Il fatturato del Gruppo per il 2023 ha raggiunto 1,73 miliardi di euro, con un aumento del 71% rispetto all'anno precedente. L'EBITDA ha raggiunto i 439 milioni di euro, valore più che raddoppiato rispetto all'anno precedente. L'utile netto di CSG per il 2023 è di 210 milioni di euro. La stragrande maggioranza della produzione di CSG (51%) è stata destinata ai Paesi europei (Ucraina esclusa). Due terzi dei ricavi di CSG sono stati generati negli Stati membri della NATO, un terzo nel resto del mondo.

## Storia
L’azienda Czechoslovak Group si è gradualmente evoluta dalla società EXCALIBUR ARMY, fondata nel 1995. Nel 2014 è stata costituita una struttura di holding, inizialmente denominata EXCALIBUR GROUP. Nel 2016, il gruppo è stato rinominato in CZECHOSLOVAK GROUP e, da allora, si è espanso in modo significativo. Nel 2018, Michal Strnad, figlio del fondatore del gruppo, ne è diventato il proprietario.
Il Gruppo CSG comprende aziende con una tradizione secolare. Il marchio più noto del Gruppo nel Paese in cui ha sede è Tatra, un produttore di telai per ruote pesanti che produce veicoli dal 1850 ed è il terzo produttore di automobili più antico e ancora in attività al mondo. Le aziende tradizionali di CSG includono Fiocchi, produttore di munizioni di piccolo calibro di fama mondiale fondato da Giulio Fiocchi nel 1876. Il gruppo comprende anche lo stabilimento di munizioni Fábrica de Municiones de Granada (FMG) in Spagna, la cui storia risale alla fine del XIV secolo.

## Innovazione
All'interno del Gruppo sono in corso attività di ricerca e sviluppo su molte innovazioni. Ad esempio, il Gruppo sta sviluppando veicoli commerciali pesanti Tatra con propulsione ecologica a idrogeno o guida autonoma.
È inoltre coinvolto nello sviluppo e nella produzione di un prototipo di dispositivo capace di estrarre acqua potabile dall'aria nelle zone desertiche. Sta inoltre sviluppando sistemi di gestione e controllo del traffico aereo che incorporano elementi di intelligenza artificiale e apprendimento automatico e sta lavorando a un sistema di controllo del traffico aereo per droni robotici.
Fornisce alle forze di polizia d'élite, comprese le forze dell'ordine e le forze armate statunitensi, un radar che mostra gli esseri viventi dietro gli ostacoli solidi per aiutarli a svolgere la loro missione in sicurezza. Sta inoltre sviluppando altri radar di nuova generazione. Il gruppo produce anche obici semoventi, dotati di un elevato grado di automazione e di un'elettronica moderna. La sua divisione munizioni produce munizioni ecologiche per i cacciatori prive di piombo e i cui componenti si decompongono rapidamente in natura.

## Attività del Gruppo
Divisioni e società di CSG (al dicembre 2023):
CSG Defence
- EXCALIBUR ARMY spol. s.r.o
- Fábrica de Mniciones de Granada SL.
- MSM GROUP, s.r.o.
- MSM LAND SYSTEMS s.r.o.
- TATRA DEFENCE SLOVAKIA s.r.o.
- TATRA DEFENCE VEHICLE a.s.
- VOP Nováky, a.s.
- VÝVOJ Martin, a.s.
- ZVS holding, a.s.
- 14.OKTOBAR d.o.o. Kruševac

CSG Ammo+
- Baschieri & Pellagri S.p.A.
- Fiocchi Munizioni S.p.A.
- Fiocchi of America Inc.
- Lyalvale Express Limited

CSG Mobility
- DAKO-CZ, a.s
- DAKO-CZ INDIA Pvt. Ltd.
- DAKO-CZ MACHINERY, a.s.
- DAKO-CZ SERVICE, s.r.o.
- DAKO-CZ TRANSELCO, s.r.o.
- JWL DAKO-CZ (INDIA) Ltd.
- MEDHA DAKO-CZ Pvt. Ltd.
- TATRA TRUCKS a.s. – la società è collegata alla holding attraverso il suo proprietario di maggioranza
- TATRA METALURGIE a.s.

CSG Aerospace
- ATRAK a.s.
- CS SOFT a.s.
- ELDIS Pardubice, s.r.o.
- JOB AIR Technic a.s.
- Pocket Virtuality a. s.
- RETIA, a.s.
- UpVision s.r.o.

CSG Business Projects
- ARMI PERAZZI S.P.A.
- CSG USA Inc.
- ELTON hodinářská, a.s. - hodinky PRIM
- EXCALIBUR INTERNATIONAL a.s.
- KARBOX s.r.o.
- PFC Prague Fertility Centre
- TRUCK SERVICE GROUP s.r.o.

## ESG
CSG mira a sviluppare ulteriormente le aziende della holding. CSG conduce la propria attività nel rispetto delle regole etiche formulate nel Codice Etico vincolante per tutti i membri degli organi statutari delle proprie società, i dirigenti e i dipendenti. Le attività di responsabilità sociale d'impresa sono parte integrante delle attività di CSG.
All'interno delle divisioni Defence ed Aerospace, queste attività comprendono, tra l'altro, il passaggio a tecnologie avanzate che riducono l'impatto ambientale della produzione e dei prodotti che ne derivano e il rafforzamento degli standard di sicurezza. La divisione CSG Ammo+ si concentra sull'introduzione di materiali più ecologici, compresi quelli interamente biodegradabili, e sulla riduzione al minimo dei rifiuti. La divisione CSG Mobility si concentra sullo sviluppo di modalità di trasporto a basse emissioni basate sulla mobilità elettrica e sulla propulsione a idrogeno. Le aziende manifatturiere di CSG supportano l'estensione del ciclo di vita dei loro prodotti legacy attraverso un'ampia gamma di servizi, tra cui la produzione a lungo termine di pezzi di ricambio. Tutte le società del Gruppo hanno attuato o stanno attuando misure per rafforzare la propria autosufficienza energetica, installando fonti fotovoltaiche, pompe di calore e sistemi di cogenerazione a energia solare - il tutto secondo il principio del “non arrecare un danno significativo” (Do no significant harm).
A livello aziendale, a partire dal 2023, tutte le imprese saranno tenute a svolgere attività di utilità generale nei paesi in cui operano, principalmente sotto forma di sostegno a iniziative civiche e non profit, progetti culturali, sociali, educativi o sportivi.